# ویراکوچا اینکا
ویراکوچا اینکا (انگلیسی: Viracocha Inca; ح. 1380 – 1438، در زبان کچوا، نام یک خدا، هشتمین ساپا اینکا پادشاهی کوزکو، که حدود ۱۴۱۰قبل از میلاد آغاز شد، و سومین حمکران ازسلسله هانان بود.

## زندگی
او پسر یاور واقاق نبود؛ با این حال، به این دلیل که او به همان سلسله پیشینیان خود، هاتان، تعلق داشت، به این صورت معرفی شد. نام همسرش ماما رونتو بود و پسران آنها شامل اینکا روکا، توپاک یوپانکی، پاچاکوتی و کاپاک یوپانکی بودند. نام اصلی او هاتون توپاک اینکا بود، اما پس از دیدن رؤیاهایی از این خدا در اورکوس، به نام الهه آفرینش، ویراکوچا، نامگذاری شد. از کوری چولپا، او دو پسر دیگر به نام‌های اینکا اورکو و اینکا سوچو داشت.
وقایع زندگی ویراکوچا توسط چندین نویسنده اسپانیایی ثبت شده است. نزدیک‌ترین منبع به گزارش‌های اولیه بومی از خوان د بتانزوس، یک شهروند اسپانیایی است که با ازدواج با یک شاهزاده خانم اینکا و تبدیل شدن به مترجم اصلی دولت استعماری کوسکو، به شهرت رسید. . تاریخ شفاهی سنتی اینکاها توسط یسوعی اسپانیایی برنابه کوبو ثبت شده است.
در سال ۱۴۳۸ حمله چانکا رخ داد. بنا به گفته کوبو به ویراکچا توصیه شد که قبل از حمله، کوسکو را ترک کند. او به کاکیا ژاکوئیخاوانا رفت و پسران نامشروع خود، اینکا اورکو و اینکا سوچسو را نیز با خود برد. با این حال، پسر سوم او، کوسی اینکا یوپانکی (که بعدها به عنوان امپراتور پاچاکوتی مشهور شد) از ترک کوسکو و خانه خورشید خودداری کرد.